# ひまわりてれび
株式会社ひまわりてれび（Himawari TV）は、長崎県の島原半島三市と諫早市および熊本県玉名市を業務区域とするケーブルテレビ局である。
また、超短波放送（FM放送）をする特定地上基幹放送事業者でもある。

## 概要
長崎県雲仙市千々石町に本社を置き、ひまわりてれびの愛称でサービスを展開している。元々は西九州電設（にしきゅうしゅうでんせつ）の名前の通り電気工事業者として設立された。
旧千々石町における有線テレビジョン放送業務開始を届け出てテレビ共同受信設備の管理業務へ進出し、今日のテレビ事業の基となる。有線テレビジョン放送施設の許可を取得しテレビ放送の再送信や自主放送を開始してケーブルテレビ局となった。
順次半島全域へとサービスを拡大し、電気通信事業者としてインターネット接続事業も開始するとともに、半島内の各自治体設置の回線を利用することで地域情報インフラの一翼を担うようになった。有明海の対岸の熊本県玉名市にもケーブルテレビ事業を進出している。
コミュニティ放送も直営にて行っている。
ケーブルテレビ事業においては、島原市ではケーブルテレビジョン島原（カボチャテレビ）が本局より先に事業を開始しており競合関係となっている。
またコミュニティFM事業においては、南島原市においてケーブルテレビジョン島原傘下のFMしまばらが本局より先に中継局を設置し、本局のFM親局も同地に設置されて競合関係となっている。

## 業務区域
- 長崎県
  - 雲仙市（千々石本社直轄）
  - 南島原市（有家営業所）
  - 島原市（島原営業所）
  - 諫早市（諫早営業所）
- 熊本県玉名市（玉名営業所）

業務区域内の各市毎に営業所がある。

## 沿革
- 1981年（昭和56年） - 西九州電設株式会社設立。
- 1987年（昭和62年） - 有線テレビジョン放送業務開始を届出。
- 1996年（平成8年） - 有線テレビジョン放送施設の許可。
- 1998年（平成10年） - 有家町（現・南島原市）に有家営業所開設。
- 2000年（平成12年） - 自主放送開始。
- 2002年（平成14年） - インターネット接続サービス開始。
- 2003年（平成14年） - 島原営業所開設。
- 2010年（平成22年） - 玉名営業所開設。
- 2017年（平成29年） - コミュニティFM放送開始。
- 2018年（平成30年）
  - 株式会社ひまわりてれびに社名を変更[1]。
  - 諫早営業所開設。

## 主な放送チャンネル

### 地上波系列別再送信局
| 地域     | NHK-G   | NHK-E   | NNN/NNS                 | ANN                       | JNN                  | TXN         | FNN/FNS                 | JAITS |
| -------- | ------- | ------- | ----------------------- | ------------------------- | -------------------- | ----------- | ----------------------- | ----- |
| 島原半島 | NHK長崎 | NHK長崎 | 長崎国際テレビ 福岡放送 | 長崎文化放送 九州朝日放送 | 長崎放送 RKB毎日放送 | TVQ九州放送 | テレビ長崎 テレビ西日本 |       |
| 玉名     | NHK熊本 | NHK熊本 | 熊本県民テレビ          | 熊本朝日放送              | 熊本放送             |             | テレビ熊本              |       |

### テレビジョン放送
| デジタル        | デジタル        | 放送局                                                     |
| 島原            | 玉名            | 放送局                                                     |
| --------------- | --------------- | ---------------------------------------------------------- |
| D011-0（1）     |                 | NHK長崎総合                                                |
|                 | D011（1）       | NHK熊本総合                                                |
| D021（2）       |                 | NHK長崎Eテレ                                               |
|                 | D021（2）       | NHK熊本Eテレ                                               |
| D031-0（3）     |                 | NBC 長崎放送                                               |
|                 | D031（3）       | RKK 熊本放送                                               |
| D041-0（4）     |                 | NIB 長崎国際テレビ                                         |
|                 | D041（4）       | KKT 熊本県民テレビ                                         |
| D051-0（5）     |                 | ncc 長崎文化放送                                           |
|                 | D051（5）       | KAB 熊本朝日放送                                           |
| D081-0（8）     |                 | KTN テレビ長崎                                             |
|                 | D081（8）       | TKU テレビ熊本                                             |
|                 | D101（10）      | ひまわりチャンネル・玉名                                   |
| D111（11）      |                 | ひまわりチャンネル1                                        |
| D011-1（6）     |                 | KBC 九州朝日放送                                           |
| D041-1（12）    |                 | RKB毎日放送                                                |
| D051-1（9）     |                 | FBS 福岡放送                                               |
| D071（7）       |                 | TVQ九州放送                                                |
| D081-1（10）    |                 | TNC テレビ西日本                                           |
| BS101（BS1）    | BS101（BS1）    | NHK BS                                                     |
| BS141（BS4）    | BS141（BS4）    | BS日テレ                                                   |
| BS151（BS5）    | BS151（BS5）    | BS朝日                                                     |
| BS161（BS6）    | BS161（BS6）    | BS-TBS                                                     |
| BS171（BS7）    | BS171（BS7）    | BSテレ東                                                   |
| BS181（BS8）    | BS181（BS8）    | BSフジ                                                     |
| BS191（BS9青）※ | BS191（BS9青）※ | WOWOWプライム                                              |
| BS192（BS9赤）※ | BS192（BS9赤）※ | WOWOWライブ                                                |
| BS193（BS9緑）※ | BS193（BS9緑）※ | WOWOWシネマ                                                |
| BS200（BS10）   | BS200（BS10）   | BS10                                                       |
| BS201（BS10）※  | BS201（BS10）※  | BS10スターチャンネル                                       |
| BS211（BS11）   | BS211（BS11）   | BS11                                                       |
| BS222（BS12）   | BS222（BS12）   | TwellV                                                     |
| BS231           | BS231           | 放送大学テレビ                                             |
| C012            | C271            | ショップチャンネル                                         |
| C110            |                 | ひまわりチャンネル2 （島原市議会放送・自主放送）           |
| C111            |                 | ひまわりチャンネル3 （南島原市議会放送・自主放送）         |
| C112            |                 | ウェザーニュースお天気チャンネル                           |
| C119            |                 | ひまわりチャンネル4 （雲仙市議会放送・自主放送・火災情報） |
| C212            | C212            | GAORA                                                      |
| C218            | C218            | 日テレG+                                                   |
| C225※           | C225※           | 東映チャンネル                                             |
|                 | C240            | カートゥーンネットワーク                                   |
| C252            |                 | 日テレNEWS24                                               |
| C256            | C255            | ヒストリーチャンネル                                       |
| C258            | C258            | テレ朝チャンネル２                                         |
|                 | C264            | 歌謡ポップスチャンネル                                     |
| C270            | C270            | 囲碁・将棋チャンネル                                       |
| C272            | C272            | QVC                                                        |
| C283            | C283            | ザ・シネマ                                                 |
| C285※           | C285※           | グリーンチャンネル1                                        |
| C286※           | C286※           | グリーンチャンネル2                                        |
| C287※           | C287※           | レジャーチャンネル                                         |
| C290※           | C290※           | プレイボーイチャンネル                                     |
| C291※           | C291※           | チャンネル・ルビー                                         |
| C292※           | C292※           | レインボーチャンネル                                       |
| C293※           | C293※           | ミッドナイトブルー                                         |
| C310            | C210            | J SPORTS3                                                  |
| C311            | C211            | スカイA                                                    |
| C315※           | C215※           | J SPORTS 4                                                 |
| C317            | C217            | ゴルフネットワーク                                         |
| C321            | C221            | 日本映画専門チャンネル                                     |
| C322            | C222            | チャンネルNECO                                             |
| C323※           | C223※           | V☆パラダイス                                               |
| C326※           | C226※           | 衛星劇場                                                   |
| C332            | C232            | アクションチャンネル                                       |
| C334            | C234            | 時代劇専門チャンネル                                       |
| C341            | C241            | アニマックス                                               |
| C342            | C242            | キッズステーション                                         |
| C344※           | C244※           | AT-X                                                       |
| C362            | C262            | スペースシャワーTV                                         |
| C376            | C276            | 釣りビジョン                                               |
| C377            | C277            | 旅チャンネル                                               |
| C380            | C280            | MONDO TV                                                   |

- ※はオプションチャンネル。
- デジタル放送の配信には日本デジタル配信のシステムを使用しているが、自主放送チャンネルが多数ある為か、他の一般的なケーブルテレビ局よりも配信されるチャンネルが少なくなっている。
- 島原半島ではコースによって受信出来るチャンネルが異なることを明確にする為か、大幅にチャンネル番号が変更されている。
- 玉名市では遅くサービスを始めたこともあり、アナログチャンネルはあくまでも暫定的なデジタル難視対策としての位置付けになっている為か地元地上波と自主放送だけの扱いである。
- アナログコンバータで放送されていたスターチャンネル、東映チャンネル、プレイボーイchの別途有料チャンネルは2008年（平成20年）3月末で終了した。

## コミュニティFM放送
FMひまわり（エフエムひまわり）の愛称で南島原市、島原市、雲仙市の各一部地域を放送区域とするコミュニティFM放送をしていて、同時に特定地上基幹放送局の呼出名称でもある。
長崎県では8局目のコミュニティ放送局。有線テレビジョン放送事業者が特定地上基幹放送局の免許人となるのは県内初で九州総合通信局管内では3局目である。
演奏所（スタジオ）は有家営業所内および本社内。
| 送信所                                                      | 空中線電力 | 所在地           |
| ----------------------------------------------------------- | ---------- | ---------------- |
| 親局                                                        | 20 W       | 南島原市南有馬町 |
| 中継局                                                      | 5 W        | 南島原市布津町   |
| 中継局                                                      | 15 W       | 雲仙市愛野町     |
| 中継局                                                      | 10 W       | 雲仙市国見町     |
| - 親局のコールサインは、JOZZ0CK-FM - 周波数は、全て87.6 MHz |            |                  |

南島原市においては、2016年に島原市に本社のあるFMしまばらが市内に中継局を設置しており、同市内ではコミュニティFM2局の競合状態になっている。
本社がある雲仙市に放送エリア拡大のため中継局・スタジオを新たに開設。
インターネット配信はFM++による。自社制作以外の時間はミュージックバードの番組を放送。

### 沿革
- 2016年（平成28年）11月18日 - 親局および中継局の特定地上基幹放送局の予備免許取得[5]
- 2017年（平成29年）
  - 3月28日 - 親局および中継局の特定地上基幹放送局の免許取得[6]
  - 4月1日 - 開局。
- 2018年（平成30年）10月1日 - FM++によるインターネット配信開始[7]。
- 2019年（令和元年）11月30日 - 雲仙市愛野町および国見町に中継局を開設し開局。雲仙市の一部にもエリア拡大。それに伴い本社にスタジオを開設。

### 番組
月ー金
- ひまわりGoodMorning（7:00-9:00）
- のんびりCafe（11:00-13:00）
- オツカレ！サンセット！（16:00-18:00）

火
- おれたち わたしたちの！「しまばら半島　風土ラジオ」（9:30-10:30）
- マリィの部屋（13:30-15:30）

水
- みなちゅー放送部（19:00-21:00）

提供：有限会社ＴＮ保険ひろば
木
- 木曜日のロードショー銀幕の午前9時30分（9:30-10:30）

提供：TSUTAYAココアドバンス愛野店
- 笑う門には福来る（13:30-15:30）